# CNH Industrial
CNH Industrial är en multinationell tillverkare av nyttofordon som lastbilar och jordbruksmaskiner., som har säte i Nederländerna och huvudkontor i London i Storbritannien. Största ägare är italienska Exor.
CNH Industrial tillverkar tolv olika märken och finns på 180 olika marknader. Tillverkning sket på 64 platser globalt. I koncernen ingår varumärkena Case (industri- och jordbruksmaskiner), Steyr (tidigare Case-Steyr Landmaschinentechnik), Magirus, Iveco (Astra, Bus, Defence Vehicles), New Holland Agriculture, FPT och Heuliez.
Exor S.p.A. äger omkring 27 procent av aktierna i CNH Industrial som är noterat på Milanobörsen och med sekundärnotering på New York Stock Exchange.
Bolaget bildades genom Fiats köp av Case Corporation som följdes av att verksamheten slogs samman med New Holland N.V. och bildandet av CNH Global. År 2013 bildades CNH Industrial genom sammanslagningen av Fiat Industrial och CNH Global.